# Faberové–Jacksonův vztah

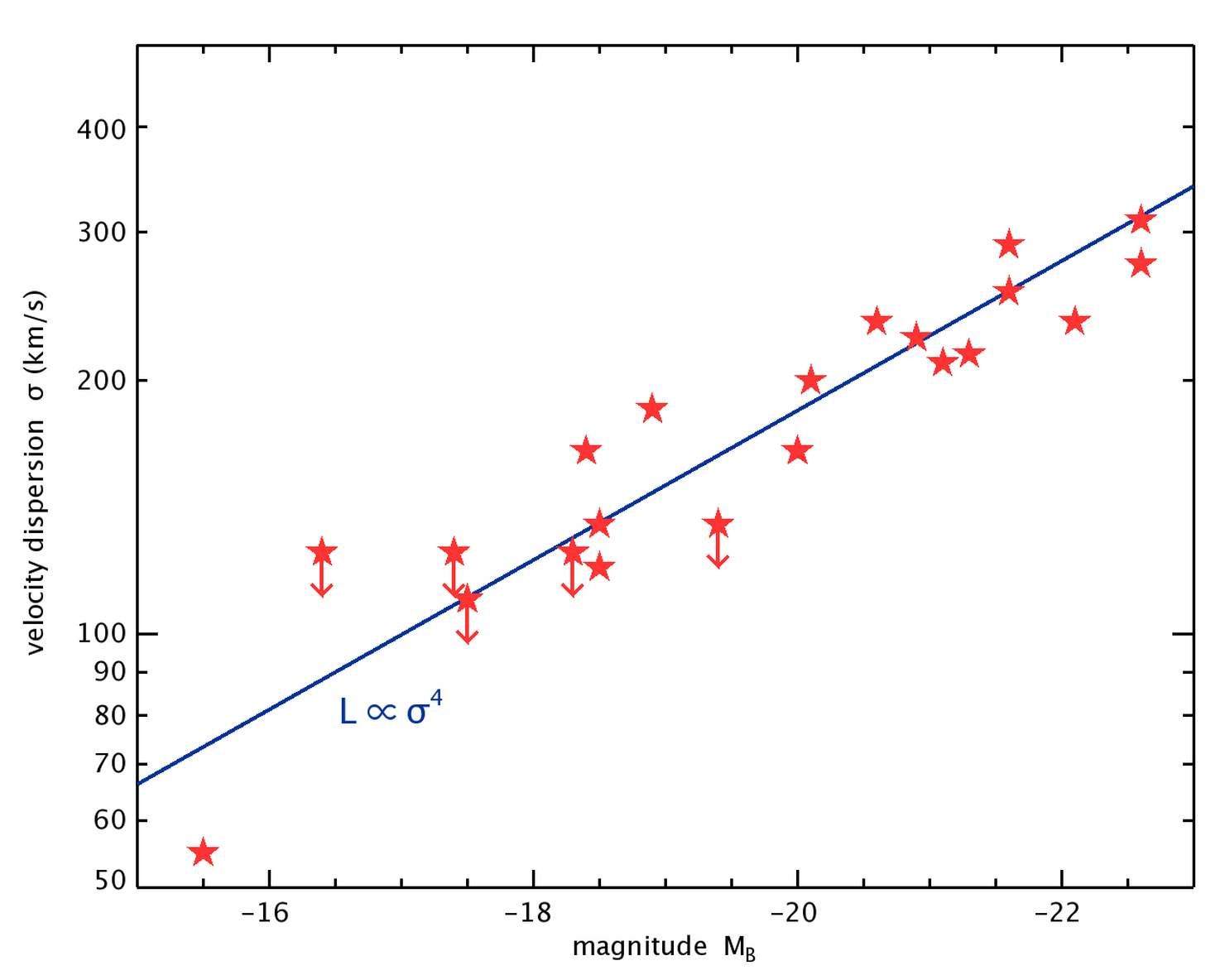
Disperze rychlostí (osa y) a absolutní hvězdná velikost (osa x) na vzorku eliptických galaxií. Faberové–Jacksonův vztah je vyznačen modře.

Faberové–Jacksonův vztah udává vztah mezi svítivostí {\displaystyle L} eliptické galaxie a centrální disperzí {\displaystyle \sigma } radiálních rychlostí jejích hvězd. Byl objeven astronomy Sandrou Faberovou a Robertem Jacksonem v roce 1976. Matematicky může být tento vztah vyjádřen následovně:
{\displaystyle L\propto \sigma ^{\gamma }}
, kde je index {\displaystyle \gamma } přibližně roven 4.